# Ángeles González-Sinde
Pour les articles homonymes, voir Maria González, González, Sinde et Reig.
María Ángeles González-Sinde Reig, née le 7 avril 1965 à Madrid, est une scénariste espagnole, ancienne ministre de la Culture.

## Biographie
Après des études de littératures et langues classiques à l’université complutense de Madrid, elle effectue un mastère en scénario cinématographique à l’American Film Institute à Los Angeles.
Elle fut collaboratrice de la revue Cosmopolitan, lors de ses premières années de publication en Espagne, responsable de l’agenda culturel, ainsi que la scénariste de nombreuses séries télévisées et d’une multitude de films, son travail lui ayant valu de nombreuses reconnaissances, dont deux prix Goya.
C’est avec le film La Chance endormie (2003), l’un de ses plus reconnus, qu’Ángeles González-Sinde fit ses débuts en tant que réalisatrice. Elle retrouve cette place sur l’un des mini-films de Madrid 11M: Todos íbamos en ese tren, en 2004.
En décembre 2006, elle est nommée présidente de l’Académie des arts et sciences cinématographique d’Espagne (AACCE), où elle succède à l’actrice Mercedes Sampietro. Elle suit ainsi les traces de son père, José María González-Sinde, qui fut le fondateur et premier président de l’Académie. Par ailleurs, son frère, qui se nomme comme son père, est également dans le monde du cinéma.
À la suite de l’important remaniement ministériel intervenu le 7 avril 2009, Ángeles González-Sinde est nommée ministre de la Culture dans le second gouvernement de José Luis Rodriguez Zapatero.

## Position sur le téléchargement
Elle est une fervente détractrice de l’échange de fichiers en pair-à-pair, qu’elle juge responsable des problèmes du cinéma espagnol.
Elle a ainsi déclaré : « Il faut continuer à lutter. Lutter pour que les téléchargements illégaux ne nous fassent pas disparaître, pour que nos administrateurs comprennent dans l’entreprise d’Internet, les opérateurs ADSL ne peuvent pas gagner tandis que nous, qui fournissons le contenu, perdons. Lutter contre la vente et la location de films sur Internet de façon juste, commode et avantageuse pour l’utilisateur ».
Dans le même genre, on retrouve l’une de ses phrases les plus commentées : « Soyons honnêtes : pourquoi avons-nous tous une ligne ADSL avec je ne sais combien de gigas ? Pour envoyer des e-mails ? ».

## Filmographie

### En tant que scénariste
- La casa de los líos — série de TV (1 episodio, 1996).
- La Bonne Étoile (1997), de Ricardo Franco.
- Lágrimas negras (1998), de Ricardo Franco.
- Segunda piel (1999), de Gerardo Vera.
- Las razones de mis amigos (2000), de Gerardo Herrero.
- Antigua vida mía (2001), d’Héctor Olivera.
- Cuéntame cómo pasó — série de TV (2001).
- El misterio Galíndez (2003), de Gerardo Herrero.
- Manolito Gafotas (2004), d'Antonio Merecero.
- La Chance endormie (La suerte dormida) (2003).
- La vida que te espera (2004), de Manuel Gutiérrez Aragón.
- La puta y la ballena (2004), de Luis Puenzo.
- Madrid 11M: Todos íbamos en ese tren (2004), plusieurs réalisateurs.
- Entre vivir y soñar (2004), d'Alfonso Albacete et David Menkes.
- Heroína (2005), de Gerardo Herrero.
- Los aires difíciles (2006), de Gerardo Herrero.
- Todos estamos invitados (2007), de Manuel Gutiérrez Aragón.
- Un de tes mots (Una palabra tuya) (2008).
- Mentiras y gordas (2009).

### En tant que réalisatrice
- La Chance endormie (La suerte dormida) (2003).
- Madrid 11M: Todos íbamos en ese tren (2004) - mini-film Como los demás.
- Un de tes mots (Una palabra tuya) (2008).

## Prix
- Prix Goya du meilleur scénario original pour La Bonne Étoile (1997), de Ricardo Franco
- Prix Goya du meilleur nouveau réalisateur pour La Chance endormie (2003)
- Prix Turia de la meilleure nouvelle œuvre pour La Chance endormie (2003)
- Prix du meilleur scénario du VIIIe Festival de Malaga du cinéma espagnol pour Heroína (2005), de Gerardo Herrero
- Finaliste du prix Planeta pour El buen hijo[4]